# فلسطين في بطولة العالم لألعاب القوى 2009
شاركت فلسطين في بطولة العالم لألعاب القوى 2009، وهي النسخة الثانية عشرة من بطولة العالم لألعاب القوى، والتي أقيمت في مدينة برلين عاصمة ألمانيا خلال الفترة من 15 أغسطس (آب) 2009 وحتى 23 أغسطس (آب) 2009 بمشاركة أكثر من 2101 رياضي يمثلون 202 دولة، ويتنافسون في 47 فعالية.

## اللاعبون المُشاركون
شاركت فلسطين في منافسات النسخة الثانية عشرة من بطولة العالم لألعاب القوى عام 2009 ببعثة رياضية تكونت من لاعبين اثنين فقط منهما لاعب واحد في منافسات الرجال ولاعبة واحدة في منافسات السيدات.

## النتائج
لم يتوج أي من اللاعبين الفلسطينيين المُشاركين في بطولة العالم لألعاب القوى عام 2009 بأية ميداليات. وجاءت نتائج اللاعبين الفلسطينيين المشاركين في هذه النسخة من البطولة على النحو التالي:

### الرجال
سباقات المضمار
| رياضي           | الفعالية      | الدور التمهيدي | الدور التمهيدي | الدور قبل النهائي | الدور قبل النهائي | نهائي    | نهائي    |
| رياضي           | الفعالية      | نتيجة          | مرتبة          | نتيجة             | مرتبة             | نتيجة    | مرتبة    |
| عمرو أبو السعيد | سباق 5000 متر | 15:14,88       | 36             | لم يتأهل          | لم يتأهل          | لم يتأهل | لم يتأهل |

### السيدات
سباقات المضمار
| رياضي         | الفعالية     | الدور التمهيدي | الدور التمهيدي | الدور قبل النهائي | الدور قبل النهائي | نهائي | نهائي |
| رياضي         | الفعالية     | نتيجة          | مرتبة          | نتيجة             | مرتبة             | نتيجة | مرتبة |
| سناء أبو بخيت | سباق 800 متر | -              | -              | -                 | -                 |       |       |